# Alphidia cupraria
Alphidia cupraria es un coleóptero de la familia Chrysomelidae. Fue descrita científicamente por primera vez en 1948 por Bechyne.